# 孔溫業
孔温业（?—?），字逊志，唐朝冀州人，孔子三十九代孙，東光县令孔務本的，海州司戶參軍孔如珪的曾孙，著作佐郎孔岑父的孙子，孔戢的儿子。
长庆元年（821年），孔温业、赵存约、窦洵直以所试粗通，与进士及第。开成石经，郑覃表奏起居郎周墀、水部员外郎崔球、监察御史张次宗、礼部员外郎孔温业等，校定《九经》文字上石。李汉为御史中丞时，表举孔温业为御史，李汉被召回朝中时，孔温业已为御史中丞，每次宴集，人以为荣。大中年间，孔温业为吏部侍郎。求外任，宰相白敏中对同事说：“我等可稍稍警戒，孔吏部不高兴在朝廷当官了。”后为太子宾客。因为他请告病，大中十一年（857年）十二月，唐宣宗以正议大夫、检校户部尚书、兼太子宾客、上柱国、赐紫金鱼袋孔温业本官分司东都。他堂兄孔温孺早亡，他和孔温裕抚养孔温孺的儿子孔纬。

## 子孙
- 孔晦，字文為
  - 孔昌序，字昭舉
- 孔炅，字濟美，萊州刺史
  - 孔昌庶，字幾聖，虞部郎中
    - 孔莊，字文願
      - 孔承恭